# Championnats de Hong Kong de squash
Les Championnats de Hong Kong de squash sont une compétition de squash individuelle organisée par Hong Kong Squash. Ils se déroulent chaque année depuis 1950.
Faheem Khan détient le record de victoires avec 12 titres.
Rebecca Chiu détient le record féminin avec 13 titres.

## Palmarès

### Hommes
- 2024 : Henry Leung
- 2023 : Lau Tsz-Kwan
- 2022 : Lau Tsz-Kwan
- 2021 : Yip Tsz Fung[2]
- 2020 : annulé à cause de l'épidémie de maladie à coronavirus de 2019-2020
- 2019 : Leo Au
- 2018 : Leo Au[3]
- 2017 : Leo Au
- 2016 : Yip Tsz Fung
- 2015 : Leo Au
- 2014 : Max Lee
- 2013 : Leo Au
- 2012 : Leo Au
- 2011 : Max Lee
- 2010 : Dick Lau
- 2009 : Dick Lau
- 2008 : Dick Lau
- 2007 : Dick Lau
- 2006 : Wong Wai-Hang
- 2005 : Wong Wai-Hang
- 2004 : Wong Wai-Hang
- 2003 : Wong Wai-Hang
- 2002 : Faheem Khan
- 2001 : Faheem Khan
- 2000 : Faheem Khan
- 1999 : Faheem Khan
- 1998 : Faheem Khan
- 1997 : Faheem Khan
- 1996 : Faheem Khan
- 1995 : Faheem Khan
- 1994 : Faheem Khan
- 1993 : Faheem Khan
- 1992 : Faheem Khan
- 1991 : Faheem Khan
- 1990 : Tony Choi
- 1989 : Patrick Coll
- 1988 : Patrick Coll
- 1987 : Kent Li
- 1986 : Kent Li
- 1985 : Kent Li
- 1984 : Kent Li
- 1983 : K.K. Chan
- 1982 : K.K. Chan
- 1981 : D. Armstrong
- 1980 : K.K. Chan
- 1979 : K.K. Chan
- 1978 : S. Swallow
- 1977 : K.K. Chan
- 1976 : J.R. Cooper
- 1975 : J.R. Cooper
- 1974 : J.R. Cooper
- 1973 : Lau Yau-Chuen
- 1972 : T.D. Phillips
- 1971 : T.D. Phillips
- 1970 : T.D. Phillips
- 1969 : F. Khan
- 1968 : M. Clinch
- 1967 : J. Haines
- 1966 : T.D. Phillips
- 1965 : P. Bencharit
- 1964 : M. Kamien
- 1963 : P.D. Mather
- 1962 : A. Marsden
- 1961 : A. Marsden
- 1960 : M.J. Perkins
- 1959 : J.M. Booth
- 1958 : D.C.F Thornton
- 1957 : D.G. Coffey
- 1956 : J.J. Sullivan
- 1955 : D.G. Coffey
- 1954 : R.M. Macpherson
- 1953 : J.L. Rigge
- 1952 : A.R. Fyler
- 1951 : D.I. Bosanquet
- 1950 : D.I. Bosanquet

### Femmes
- 2024 : Ho Tze-Lok[4]
- 2023 : Lee Ka Yi
- 2022 : Ho Tze-Lok
- 2021 : Lee Ka Yi[2]
- 2020 : annulé à cause de l'épidémie de maladie à coronavirus de 2019-2020
- 2019 : Annie Au
- 2018 : Annie Au[3]
- 2017 : Annie Au
- 2016 : Annie Au
- 2015 : Annie Au
- 2014 : Joey Chan
- 2013 : Joey Chan
- 2012 : Annie Au
- 2011 : Annie Au
- 2010 : Joey Chan
- 2009 : Annie Au
- 2008 : Rebecca Chiu
- 2007 : Rebecca Chiu
- 2006 : Rebecca Chiu
- 2005 : Rebecca Chiu
- 2004 : Rebecca Chiu
- 2003 : Rebecca Chiu
- 2002 : Rebecca Chiu
- 2001 : Rebecca Chiu
- 2000 : Rebecca Chiu
- 1999 : Rebecca Chiu
- 1998 : Rebecca Chiu
- 1997 : Rebecca Chiu
- 1996 : Dawn Olsen
- 1995 : Rebecca Chiu
- 1994 : Harriet Wilcox
- 1993 : Dawn Olsen
- 1992 : Dawn Olsen
- 1991 : Orawan Choey Sawat
- 1990 : Dawn Olsen
- 1989 : Dawn Olsen
- 1988 : Julie Hawkes
- 1987 : Teresa Brooke
- 1986 : Julie Hawkes
- 1985 : Teresa Brooke
- 1984 : Teresa Brooke
- 1983 : Teresa Brooke
- 1982 : Teresa Brooke
- 1981 : Julie Hawkes
- 1980 : Julie Hawkes
- 1979 : Julie Hawkes
- 1978 : Franca Sella
- 1977 : Franca Sella
- 1976 : O. Ewing
- 1975 : H. Cooper
- 1974 : H. Cooper
- 1973 : S. Taylor
- 1972 : S. Taylor
- 1971 : L. Wilkinson
- 1970 : G. Piercy
- 1969 : P. Roberts
- 1968 : G. Piercy
- 1967 : G. Piercy
- 1966 : G. Piercy
- 1965 : J.K.E. King
- 1964 : G. Piercy
- 1963 : A. Gladstone
- 1962 : A. Gladstone